# Mesosa lecideosa
Mesosa lecideosa là một loài bọ cánh cứng trong họ Cerambycidae.